# Rudolf Piechocki

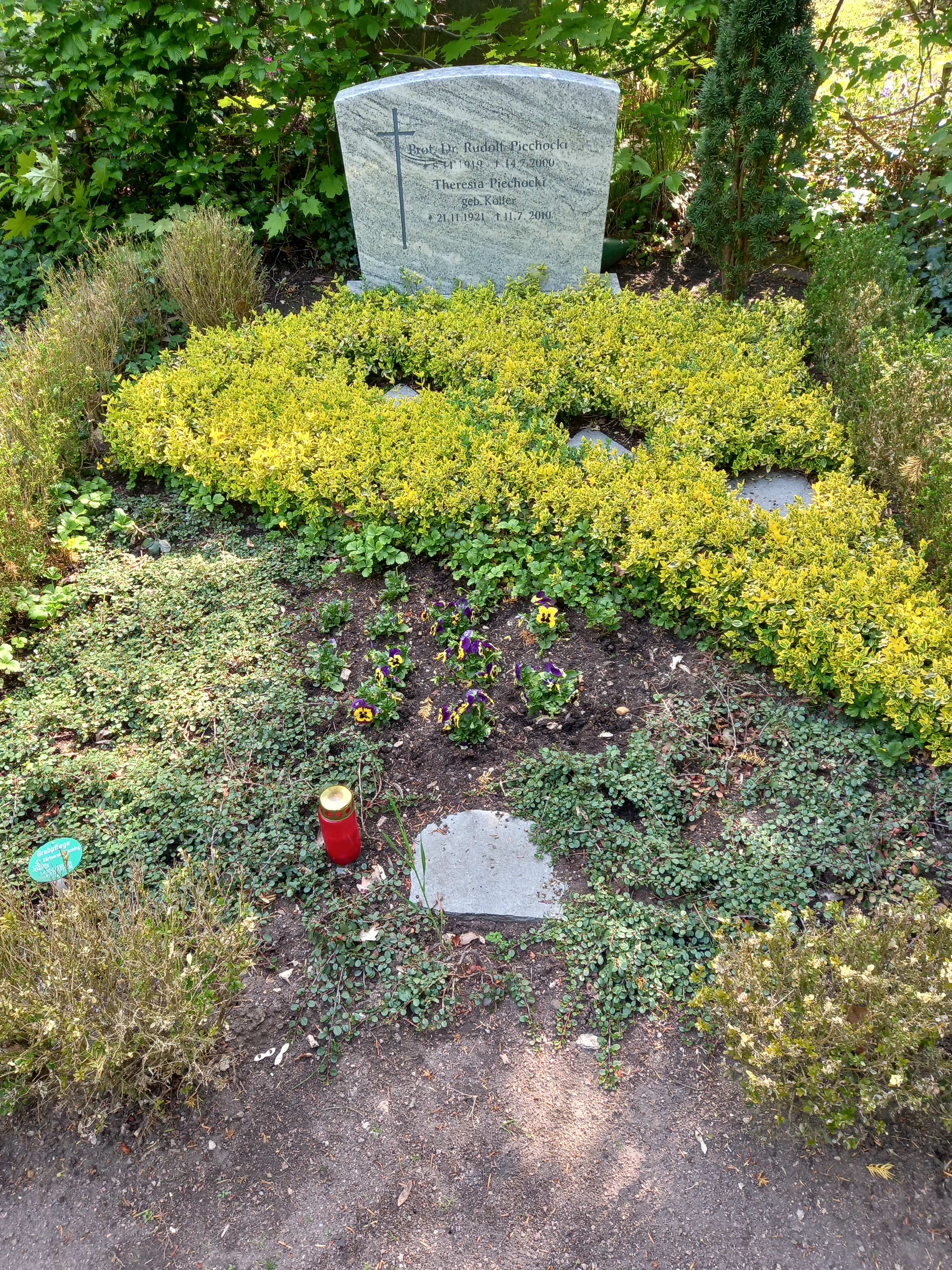
Das Grab von Rudolf Piechocki und seiner Ehefrau Theresia geborene Koller auf dem Friedhof Kröllwitz in Halle

Rudolf Piechocki (* 8. November 1919 in Halle; † 14. Juli 2000) war ein deutscher Biologe, Präparator und Professor für Zoologie an der Universität Halle.
Zunächst absolvierte Piechocki eine Ausbildung zum Präparator an der Lehrmittelanstalt Schlüter & Maas. 1949 begann er sein Biologiestudium an der Universität Halle, schloss 1955 mit Diplom ab und promovierte ab 1957. 1959 wurde er zum Leiter der Zoologischen Sammlung seiner Universität ernannt (Kustos) und erhielt 1970 die Lehrgenehmigung. 1995 wurde er zum Ehrenmitglied der Deutschen Ornithologen-Gesellschaft (DO-G) ernannt.
Piechocki trug als Präparator und auf vielen Exkursionen zur systematischen Erforschung der Fauna Deutschlands, Chinas, Kubas und der Mongolei bei. Er veröffentlichte über 170 Fachbeiträge und Bücher, unter anderem im Urania-Verlag und in Grzimeks Tierleben.
Der Historiker und Archivar Werner Piechocki (1927–1996) war sein Bruder. Rudolf Piechocki ist der Vater des Biologen Reinhard Piechocki (* 1949).

## Veröffentlichungen (Auswahl)
- Makroskopische Präparationstechnik: Wirbellose. Leitfaden für das Sammeln, Präparieren und Konservieren. Leipzig 1961–1966 (mehrere Auflagen, später mit zusätzlichen Autoren und in anderen Verlagen)
- Der Turmfalke. Seine Biologie und Bedeutung für die biologische Schädlingsbekämpfung. Ziemsen, Wittenberg 1954, 7. Auflage 1991, ISBN 3-7403-0257-7 (Nachdruck: Westarp, 2008, ISBN 978-3-89432-376-9)